# Брюс Всемогущий
«Брюс Всемогу́щий» (англ. Bruce Almighty) — американская комедия 2003 года, снятая режиссёром Томом Шедьяком. Главные роли исполнили Джим Керри, Дженнифер Энистон и Морган Фримен. Третья совместная работа Тома Шедьяка и Джима Керри после фильмов «Эйс Вентура: Розыск домашних животных» (1994) и «Лжец, лжец» (1997).

## Тэглайн
На американском постере фильма написан тэглайн «In Bruce We Trust» («Мы верим в Брюса»). Это отсылка к национальному девизу США «In God We Trust» («На Бога уповаем»). В русском постере фильма фраза была вырезана, и в русский прокат фильм вышел без тэглайна.

## Сюжет
Брюс Нолан — журналист, известный своими смешными и интересными сюжетами. За это его и любят телезрители, но он не становится от этого счастливее. Брюс больше всего на свете мечтает продвинуться по службе и стать телеведущим. Он недоволен практически всем в своей жизни и редко упускает возможность пожаловаться на судьбу. У него есть любящая девушка Грэйс, которая работает в детском саду. Своей жизнью она абсолютно довольна. Она обожает Брюса, несмотря на его пессимизм. Пока он мечтает стать легендой, она пытается быть каждый день полезной миру.
Однажды у Брюса появляется отличная возможность сделать сюжет, который выйдет в прямой эфир. Но прямо перед эфиром Брюсу становится известно, что должность, о которой он так мечтал, отныне будет занимать его соперник на работе. В эфире он резко и грубо высказывается в адрес своей компании и мгновенно теряет работу. Одна неприятность следует за другой. Брюсу кажется, что это худший день в его жизни, и, озлобленный, он не прекращает сетовать на Бога.
И вот однажды Брюс получает сообщение на свой пейджер и попадает в странное здание. Здесь он встречает странного человека, который предстаёт перед Брюсом сначала в качестве уборщика, затем электрика, и наконец, оказывается самим Богом. Всё это время Бог наблюдал за Брюсом и слышал все его причитания, которые Ему порядком надоели, и теперь предлагает ему выполнять Свою работу, пока Он будет в отпуске. Наделив Брюса божественной властью и всемогуществом, Бог намерен испытать его и посмотреть, сможет ли тот справиться с такой ответственностью.
Придя в себя и убедившись, что это был не сон, Брюс начинает использовать божественную силу по своему усмотрению. Поначалу он занимается личной жизнью, удовлетворяя свои прихоти. Благодаря совершенно фантастическим репортажам его берут обратно на работу и Брюс избавляется от своего противника. Дела идут хорошо, но вскоре Брюс замечает, что ему надоедают с просьбами и мольбами все верующие люди в городе. Оказывается, что сделать счастливыми даже всех жителей одного города (не говоря уже о всём мире) невозможно. Попытки (вроде того, что в национальную лотерею выигрывают все играющие) не дают результата. Брюс ссорится с Грейс, подозревающей его в измене, и никакие божественные силы не могут вернуть её любовь. Постепенно город погружается в хаос. Брюс умоляет Бога забрать силу обратно. Пока герой в отчаянии брёл вдоль дороги, его сбил грузовик. Когда Брюс был в больнице между жизнью и смертью, к нему снова является Бог, и они, наконец, договариваются. Брюс счастливым образом выживает и мирится с Грейс. Вскоре они объявляют о помолвке. Брюс снова возвращается к своей прежней работе — репортажной журналистике и счастлив тем, что он при любимом деле и с любимой девушкой.

## В ролях
| Актёр             | Роль           |
| ----------------- | -------------- |
| Джим Керри        | Брюс Нолан     |
| Морган Фримен     | Бог            |
| Дженнифер Энистон | Грейс Коннелли |
| Филип Бейкер Холл | Джэк           |
| Стив Карелл       | Эван Бакстер   |
| Лиза Энн Уолтер   | Дэбби          |
| Кэтрин Белл       | Сьюзен Ортега  |
| Салли Кёркленд    | Анита Манн     |
| Тони Беннетт      | камео          |

## Премии и номинации
- 2004 — номинация на премию MTV Movie Awards лучший комедийный актёр (Джим Керри), лучший поцелуй (Джим Керри и Дженнифер Энистон)
- 2003 — премия Teen Choice Awards лучший комедийный актёр (Джим Керри)
- 2003 — номинация на премию Teen Choice Awards лучшая комедийная актриса (Дженнифер Энистон), лучшая «магия» в фильме (Джим Кэрри и Морган Фримен)

## Критика
Несмотря на кассовый успех, фильм получил смешанные оценки критиков. Рейтинг картины на сайте Rotten Tomatos составляет 48 % на основе 192 рецензий со средним рейтингом 5,7 из 10. На Metacritic рейтинг составляет 46 баллов из 100, что указывает на «смешанные или средние отзывы».
Роберт Келер из Variety дал фильму смешанную рецензию, заявив: «Удивительно мало сделано с предпосылкой, вырванной из небес высоких концепций, добавляющей еще один файл в растущий кабинет недореализованных комедий». Роджер Эберт из Chicago Sun-Times дал фильму 3 звезды из 4. Кевин Томас из Los Angeles Times дал отрицательный отзыв и назвал его «не таким уж всемогущим».

## Сиквел
В январе 2012 года журнал Empire сообщил о намерении компании Universal снять прямое продолжение «Брюса Всемогущего» с расчётом на участие Джима Керри. В качестве сценаристов сиквела компания привлекла Джэррада Пола и Эндрю Моугела, которые в 2008 году уже имели опыт написания сценария для фильма с Джимом Керри в главной роли — «Всегда говори „да“».